# Restart (album, Arakain)
Restart je čtrnácté studiové album skupiny Arakain. Bylo vydáno v roce 2009 a obsahuje 15 skladeb. Skladba Maraton (Soukup/Osvaldová) z repertoáru bývalého člena a dnes stálého hosta Arakainu, zpěvačky Lucie Bílé, je bonusem desky a součásti dnešních koncertů Arakainu s Lucií Bílou.

## Seznam skladeb
| Pořadí | Název               | Délka |
| ------ | ------------------- | ----- |
| 1.     | Pojď dál            |       |
| 2.     | Prázdno v hlavě     |       |
| 3.     | Paganini            |       |
| 4.     | 1492 Dobytí ráje    |       |
| 5.     | Končí den           |       |
| 6.     | Kam bůh se dívá     |       |
| 7.     | Vzít čas na splátky |       |
| 8.     | Skrytá kamera       |       |
| 9.     | Právo máš           |       |
| 10.    | Osudnej den         |       |
| 11.    | Lámou               |       |
| 12.    | Zabiják v nás       |       |
| 13.    | Postavy z obrazů    |       |
| 14.    | Hvězda              |       |
| 15.    | Maraton             |       |